# Caproni Ca.5
Caproni Ca.5 là một loại máy bay ném bom hạng nặng của Ý trong Chiến tranh thế giới I và sau chiến tranh. Đây là phiên bản cuối cùng của loạt máy bay bắt đầu từ Caproni Ca.1 (chế tạo năm 1914).

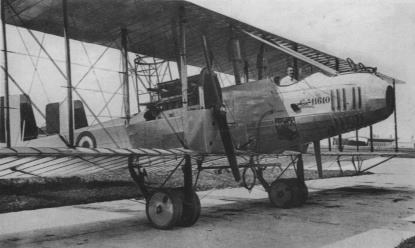
Caproni Ca.5

## Biến thể
- Ca.44
- Ca.45
- Ca.46
- Ca.47 (hay I.Ca)
- Ca.50
- Ca.57 (hay Breda M-1)

## Quốc gia sử dụng
- Italy: Corpo Aeronautico Militare

## Tính năng kỹ chiến thuật (Ca.44)
Đặc tính tổng quan
- Kíp lái: 4
- Chiều dài: 12,6 m (41 ft 4 in)
- Sải cánh: 23,4 m (76 ft 9 in)
- Diện tích cánh: 150 m2 (1.600 foot vuông)
- Trọng lượng cất cánh tối đa: 4.600 kg (10.141 lb)
- Động cơ: 3 × Fiat A.12 kiểu động cơ piston thằng hàng 6 xy-lanh, làm mát bằng nước, 149 kW (200 hp) mỗi chiếc

Hiệu suất bay
- Vận tốc cực đại: 160 km/h (99 mph; 86 kn)

Vũ khí trang bị